# Hodenbank
Die Hodenbank (auch Hodenbänkchen) ist als Lagerungshilfe ein therapeutisches Hilfsmittel bei Verletzungen oder Infektionen der Testikel.

## Anwendung
Hoden und Penis des liegenden Patienten werden hochgelegt, um den Blutabfluss zu verstärken. Schwellungen, Entzündungen sollen so vermieden oder abgebaut werden. Dies wird etwa bei Entzündungen der Hoden (Orchitis) oder der Nebenhoden (Epididymitis) oder nach operativen Eingriffen wie bei einer Hodentorsion angewandt, häufig mit Kühlung der Hoden und antibiotischer Therapie verbunden.
Auch als Dekubitus-Prophylaxe kann die Hodenbank eingesetzt werden.

## Ausführung
Hodenbänkchen sind eckige oder abgerundete Kissen. Sie werden aus nachgiebigem Material, z. B. Polyurethan, hergestellt
und gegebenenfalls mit einem Bezug versehen. Kissen in anderen allgemeinen Formen können ebenfalls eingesetzt werden.
Alternativ kann man eine elastische Binde um die Oberschenkel wickeln, um eine Fläche herzustellen, auf der die Geschlechtsorgane gelagert werden.